# Garde présidentielle (république du Vietnam)
 (juillet 2022).
Si vous disposez d'ouvrages ou d'articles de référence ou si vous connaissez des sites web de qualité traitant du thème abordé ici, merci de compléter l'article en donnant les références utiles à sa vérifiabilité et en les liant à la section « Notes et références ».
La Garde présidentielle (en vietnamien : Lữ đoàn Liên binh phòng vệ Tổng Thống Phủ) était une unité militaire de l'armée de la république du Viêt Nam (ARVN) chargée de protéger personnellement le président de la république du Viêt Nam, l'État-nation qui a existé de 1955 à 1975. Cette force a formé le rempart des défenses contre les coups d'État continus, empêchant les coups d'État précédents contre Ngô Đình Diệm, et serait maintenue pour empêcher d'autres coups d'État à la suite de l'instabilité politique qui l'a suivi.

## Histoire
Le quartier général et la caserne de la Garde étaient situés à la caserne Cộng Hòa à proximité du palais Gia Long et du palais de la Réunification. Le Duan est devenu un club-house pour la Garde jusqu'en 1967, date à laquelle il a été transformé en Collège de la Défense nationale (Truong Cao dang Quốc phòng) pour former les officiers de l'ARVN au-dessus du grade de colonel.
Lors de la tentative de coup d'État sud-vietnamien de 1960, 60 membres de la Garde ont défendu le palais de l'Indépendance, le siège de la présidence, renommée après guerre le palais de la réunification, lorsqu'il a été attaqué par des parachutistes de l'ARVN au matin du 11 novembre. Les parachutistes avaient été informés que la Garde s'était mutinée et avait capturé Diem. Pendant ce temps, d'autres forces rebelles avaient capturé la plupart des sites clés du contrôle de l'État, y compris la caserne Cộng Hòa. Les gardes dans le bâtiment et les terrains du palais ont défendu avec succès la zone, forçant les parachutistes à faire venir des hommes supplémentaires, puis 5 véhicules blindés, mais ils n'ont pas été en mesure d'envahir les gardes et le coup d'État s'est effondré lorsque Diem a fait venir des forces loyalistes.
En août 1963, la Garde était commandée par le lieutenant-colonel Nguyễn Ngọc Khoi et avait un effectif estimé à 2 500 hommes. Ses armes lourdes comprenaient 10 chars M24 Chaffee, 6 véhicules blindés de transport de troupes M113, 6 véhicules de combat blindés M114, des véhicules avec M45 Quadmount, des canons sans recul et des Bazookas.
Lors du coup d'État sud-vietnamien de novembre 1963, les forces rebelles de la 5e division ARVN commandées par le colonel Nguyễn Văn Thiệu ont attaqué à la fois la caserne Cộng Hòa et le palais Gia Long. À la caserne de Cộng Hòa, les unités blindées et d'artillerie de la 5e division ont affronté les forces de la Garde armées de chars, d'artillerie, de mortiers et de mitrailleuses. Environ 150 gardes ont défendu le bâtiment avec des mitrailleuses et des mitrailleuses antiaériennes depuis des bunkers et des casemates, ainsi qu'avec des chars et des canons de 20 mm montés sur des véhicules blindés. Diệm a refusé de se rendre, après le coucher du soleil, Thiệu a mené sa 7e division dans un assaut contre le palais. Ils ont utilisé de l'artillerie et des lance-flammes et il est tombé à l'aube du 2 novembre après que Diệm a finalement donné l'ordre à la Garde de se rendre.
Au cours de l'Offensive du Tết, les unités de la garde ont défendu avec succès le palais présidentiel lorsqu'il a été attaqué par une équipe de 14 personnes du groupe d'action spécial F100 du Front national de libération du Sud Viêt Nam (Viet Cong, VC). Le VC a tenté de se frayer un chemin à travers la porte sud du palais mais a été engagé par des gardes soutenus par 2 chars M41, tuant 4 VC. Les VC se sont ensuite retirés de l'autre côté de la rue dans un immeuble inachevé où ils ont tenu 30 h avant que les 7 survivants ne se rendent après avoir épuisé toutes leurs munitions.